# HD 63454
HD 63454, ahora conocida como "Ceibo", es una estrella de secuencia principal de tipo K de novena magnitud ubicada aproximadamente a 117 años luz de distancia en la constelación de Chamaeleon. Es algo más fría y menos luminosa que nuestro Sol. Para ver la estrella se necesita un pequeño telescopio. Se encuentra cerca del polo celeste sur y nunca es visible al norte de la latitud 12° N.

## Sistema planetario
El 14 de febrero de 2005, se descubrió un júpiter caliente llamado HD 63454 b orbitando esta estrella. Para ello, se utilizó el método de velocidad radial.

## Nombre
Como motivo del 100 aniversario de la Unión Astronómica Internacional, en la campaña global IAU100 NameExoWorlds, se aprobó el nombre "Ceibo", siendo este el nombre de la flor nacional de Uruguay (Erythrina crista-galli).